# جون غيرا
جون غيرا (بالإنجليزية: Jon Guerra)‏ هو كاتب أغاني أمريكي، ولد في 19 سبتمبر 1985 في ويتير في الولايات المتحدة.